# Степен дисоцијације
Степен дисоцијације је однос броја дисосованих молекула датог хемијског једињења, и укупног броја молекула тог једињења у систему. То може бити у раствору, гасу или растопу а дисоцијација може бити електролитичка, спонтана, термичка итд.
Степен дисоцијације зависи од:
- врсте једињења,
- врсте растварача
- присуства у раствору других једињења која су способна за дисоцијацију
- концентрације раствора
- температуре
- и других физичкохемијских услова (притисак) и присуства других агенаса (светлост, електрично поље)...